# Samuel Bayer
Samuel David Bayer (17 de febrero de 1965) es un director de publicidades, videos musicales y películas estadounidense. Es conocido por dirigir el vídeo musical de "Smells Like Teen Spirit" de Nirvana, “Until It Sleeps” de Metallica, “Zombie” de The Cranberries, todos los videos musicales del álbum de Green Day American Idiot, un par de videos de The Strokes y el video de What Goes Around.../...Comes Around de Justin Timberlake. Se convirtió en un notable director durante la era del rock alternativo y se caracteriza por producir videos antiestéticos.

## Biografía
Bayer nació en Siracusa en el seno de una familia judio . Se graduó en la Escuela de Artes Visuales de Nueva York en 1987 con un título en Bellas Artes. En 1991 se mudó a Los Ángeles y se convirtió en un director popular durante la era del rock alternativo. Ha dirigido videos para The Strokes, Nirvana, Hole y Green Day. Bayer declaró que la razón por la que la banda decidió que él dirigiera "Smells Like Teen Spirit" fue porque sus pruebas de cámara fueron tan malas que la banda anticipó que el video se vería "punk" y "no corporativo" . Bayer ganó el MTV Video Music Award por mejor dirección en 2005 y 2007.
Varias de las publicidades de Bayer han ganado el premio Clio. Sus clientes incluyen a Coca-Cola, Toyota, Intel, Cadillac, Acura, Nissan, Mercedes-Benz, Pepsi Cola, Lincoln Aviator, Sony, Armada de Estados Unidos y Jeep. Su comercial de Nike ganó el premio por mejor dirección de la Association of Independent Commercial Producers en 1997.
New Line Cinema y Platinum Dunes eligieron a Bayer para llevar a cabo la remake de A Nightmare on Elm Street. En marzo de 2010, anunció que este sería su único film de la saga. Él declaró que su siguiente proyecto sería la película original Fiasco Heights o una adaptación de un cómic.

## Filmografía

### 1991
- Nirvana - "Smells Like Teen Spirit"
- Ozzy Osbourne - "Mama, I'm Coming Home"

### 1992
- Iron Maiden - "Wasting Love"
- Blind Melon - "Tones of Home"
- Blind Melon - "No Rain"
- Ramones - "Poison Heart"
- Suicidal Tendencies - "Nobody Hears"
- Pil - "Covered"
- The Wonderstuff - "On the Ropes"
- John Lee Hooker - "This is Hip"
- Jesus and Mary Chain - "Far, Gone, & Out"
- Jesus and Mary Chain - "Almost Gold"
- Robbie Robertson - "Go Back To Your Woods"

### 1993
- Pat Benatar - "Somebody's Baby"
- Melissa Etheridge - "Come To My Window"
- Candlebox - "You"
- Rush - "Stick it out"
- Buffalo Tom - "I'm Allowed"
- Charlatans U.K - "I Don't Want to See the Sights"
- Charlatans U.K - "Weirdo"

### 1994
- Sybil Vane - "Pixy"
- Corrosion of Conformity - "Albatros"
- Cracker - "Nothing to Believe In"
- The Devlins - "Someone To Talk To"
- Melissa Etheridge - "If I Wanted To"
- Fishbone - "Unyielding Conviction (Servitude Also)"
- Tears for Fears - "Elemental"
- Blind Melon - "Change"
- Toad The Wet Sprocket - "Fall Down"
- The Cranberries - "Zombie"
- The Cranberries - "Ode to My Family"
- Hole - "Doll Parts"
- The Offspring - "Gotta Get Away"
- Eve's Plum - "Die Like Someone"

### 1995
- Collective Soul - "Breathe"
- All - "Million Bucks"
- The Cult - "Star"
- The The - "I Saw The Light"
- Garbage - "Vow"
- The Smashing Pumpkins - "Bullet with Butterfly Wings"
- David Bowie - "The Heart's Filthy Lesson"
- David Bowie - "Strangers When We Meet"
- The Cranberries - "Ridiculous Thoughts"
- The Cranberries - "I Can't Be With You"
- John Lee Hooker - "Chill Out"

### 1996
- Sheryl Crow - "Home"
- Garbage - "Only Happy When It Rains"
- Garbage - "Stupid Girl"
- Metallica - "Until It Sleeps"
- Afghan Whigs - "Honky's Ladder"
- John Mellencamp - "Just Another Day"
- Cracker- "I Hate My Generation"

### 1997
- The Rolling Stones - "Anybody Seen My Baby?"
- LL Cool J - "Father"

### 1998
- The Rolling Stones - "Saint of Me"
- Sheryl Crow - "My Favorite Mistake"
- John Mellencamp - "Your Life Is Now"

### 1999
- Everlast - "Ends"
- Marilyn Manson - "Coma White"
- Natalie Imbruglia - "Identify"
- Robbie Williams - "Angels"
- Marilyn Manson - "Rock Is Dead"

### 2000
- Lenny Kravitz - "Black Velveteen"
- Marilyn Manson - "Disposable Teens"

### 2001
- blink-182 - "Stay Together for the Kids"
- Aerosmith - "Sunshine"
- Lenny Kravitz - "Dig In"

### 2003
- Good Charlotte - "Hold On"

### 2004
- Green Day - "American Idiot"
- Green Day - "Holiday" & "Boulevard of Broken Dreams"

### 2005
- Green Day - "Wake Me Up When September Ends"
- Green Day - "Jesus of Suburbia"

### 2006
- The Strokes - "Heart in a Cage"
- The Strokes - "You Only Live Once"
- My Chemical Romance - "Welcome to the Black Parade"
- My Chemical Romance - "Famous Last Words"

### 2007
- Justin Timberlake - "What Goes Around.../...Comes Around"
- Green Day - "Working Class Hero"

### 2010
- A Nightmare on Elm Street

### 2012
- Green Day - "Oh Love"
- Green Day - "Kill the DJ"

Manases

### 2014
- Maroon 5 - "Animals"